# Hartshead
Hartshead är en by i unparished area Spenborough, i distriktet Kirklees, i grevskapet West Yorkshire, i England. Byn är belägen 9 km från Halifax. Hartshead var en civil parish 1866–1937 när blev den en del av Liversedge och Brighouse. Civil parish hade 849 invånare år 1931. Byn nämndes i Domedagsboken (Domesday Book) år 1086, och kallades då Hortes(h)eue.